# تسهنهاوزن بای والمرود
تسهنهاوزن بای والمرود (به آلمانی: Zehnhausen bei Wallmerod) یک شهر در آلمان است که در وستروالدکرایس واقع شده‌است. تسهنهاوزن بای والمرود ۱۸۷ نفر جمعیت دارد.